# 大西洋の墓場
大西洋の墓場 (Graveyard of the Atlantic) とは、大西洋の、ノースカロライナ州アウターバンクスからチェサピーク湾入り口に当たるヘンリー岬から南のバージニア州沿岸に沿った海域に付けられた呼び名。
この海域では、バフィン海から流れてくる寒流ラブラドル海流とカリブ海から流れてくる暖流メキシコ湾流がぶつかっている。
この海域では厳しい気象条件や強い海流、航海上の難所の存在により多くの船舶と人命が失われてきた。
記録がとられ始めた1626年以降2000隻以上の船が沈んでいる。その中には南北戦争時のモニター艦も含まれている。
大西洋の墓場という名前は、ノヴァスコシア州のセーブル島やマサチューセッツ州のコッド岬に対しても使われる。